# Province de Linares
Pour les articles homonymes, voir Linares.
La province de Linares est une province du Chili dans la région du Maule (VII) et se trouve au centre du pays.

## Géographie et démographie

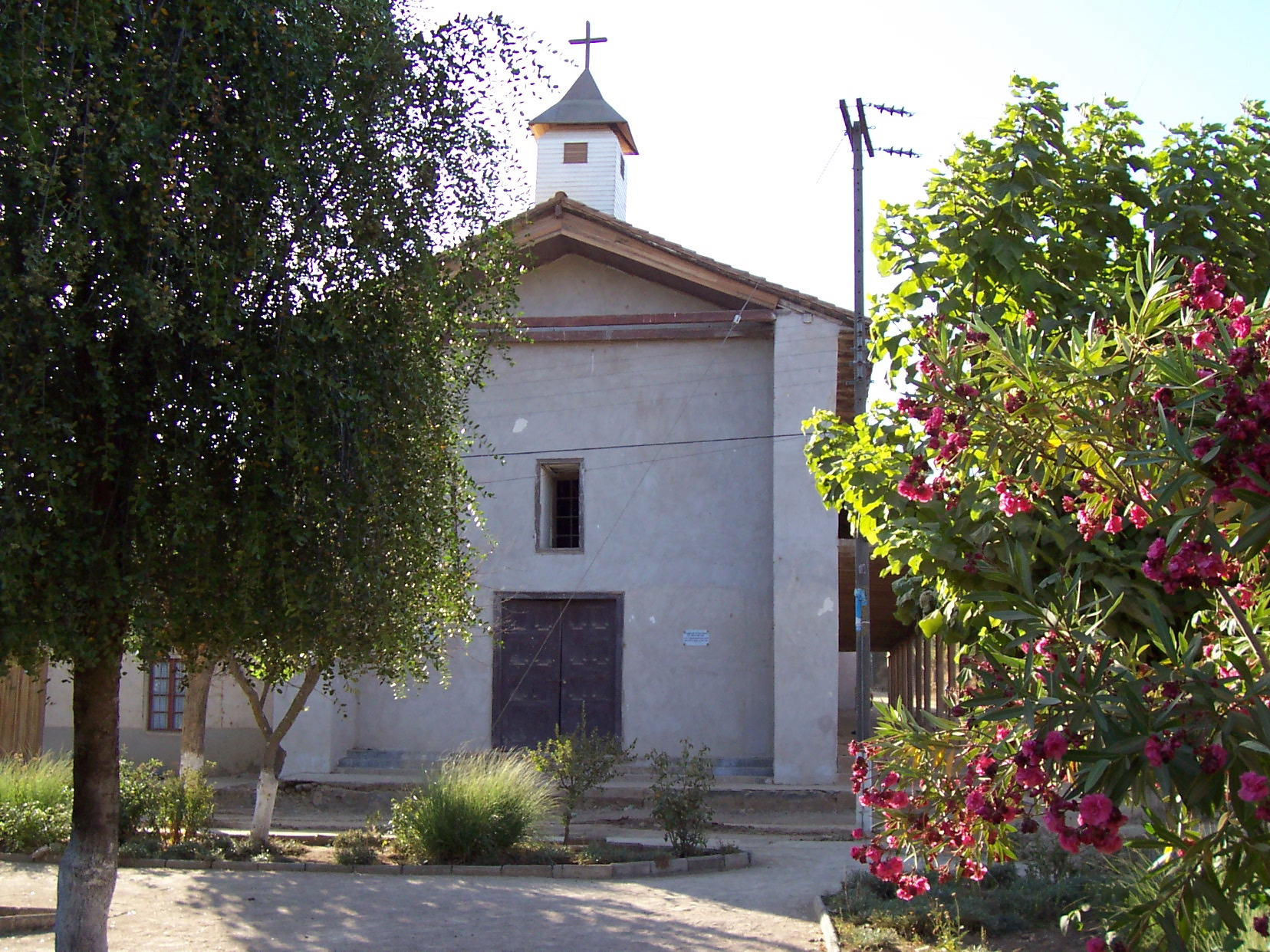
Petite église construite à l’époque coloniale dans le village de Nirivilo, province et diocèse de Linares, Chili.

La province de Linares a une surface de 10 050 km² et une population de 253 000 habitants, et est entourée au nord par la Province de Talca, à l'ouest par la Province de Cauquenes, à l'est par l'Argentine et au sud par la Province de Ñuble (une des provinces de la région du Biobío). Linares (le chef-lieu provincial), Parral et San Javier de Loncomilla sont les trois plus grandes villes de la province. Elles sont situées à environ 300 km au sud de Santiago.
La province est traversée par de nombreux cours d’eau, comme le Loncomilla, le Perquilauquén, l'Achibueno, le Melado, le Longaví, l'Ancoa et le Putagán. Ces rivières appartiennent tous au bassin du fleuve Maule.

## Climat
Le climat de la province, comme celui de ses voisines, est méditerranéen, aux étés chauds et aux hivers moyennement pluvieux et froids.

## Économie
C'est une région principalement agricole d'où le Chili tire une partie de sa production pour l'exportation. La région dispose également de bons vignobles. L'arboriculture fruitière y est également très développée.

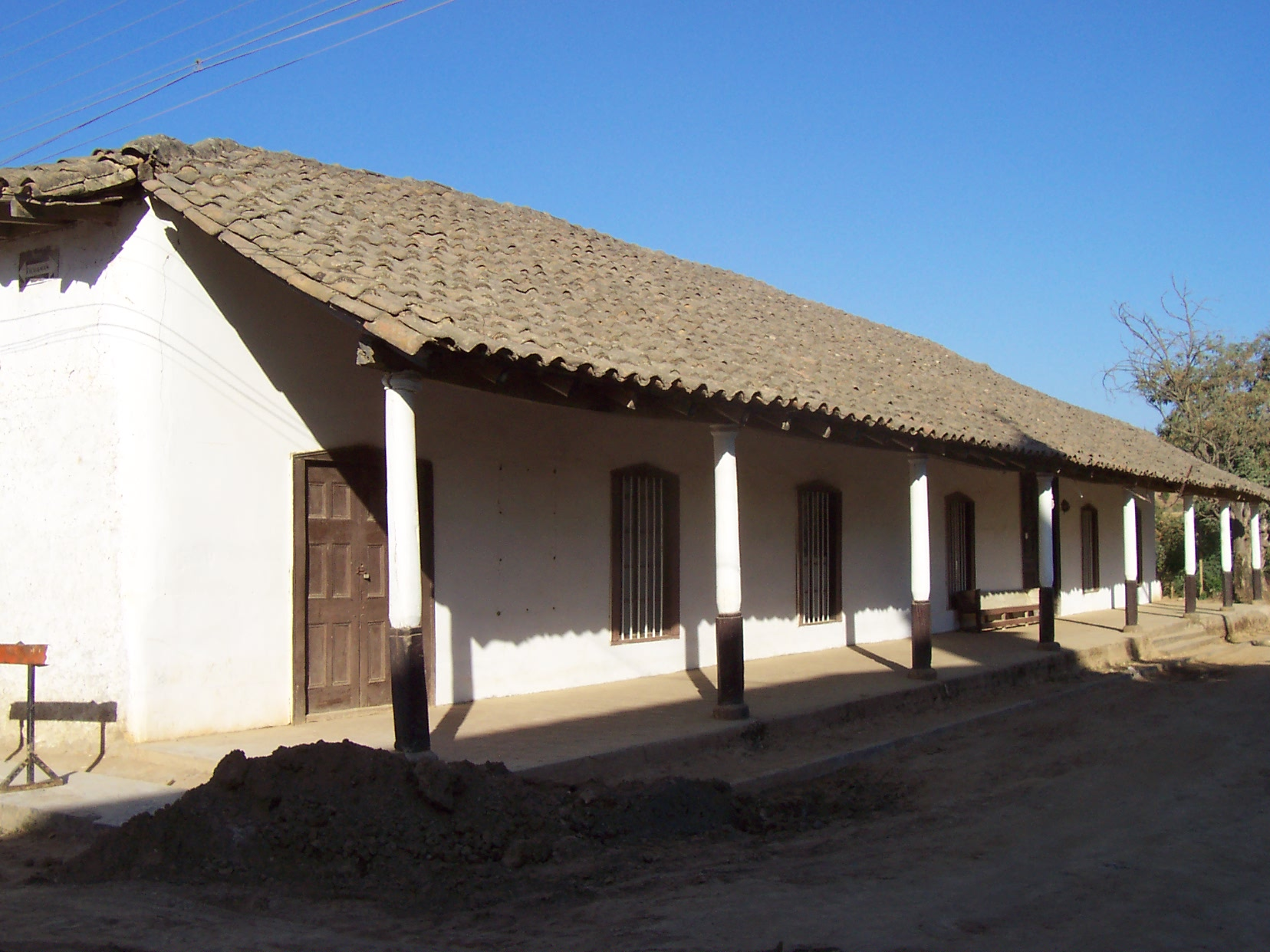
Maison rurale ancienne du village de Nirivilo, commune de San Javier, Province de Linares, Chili

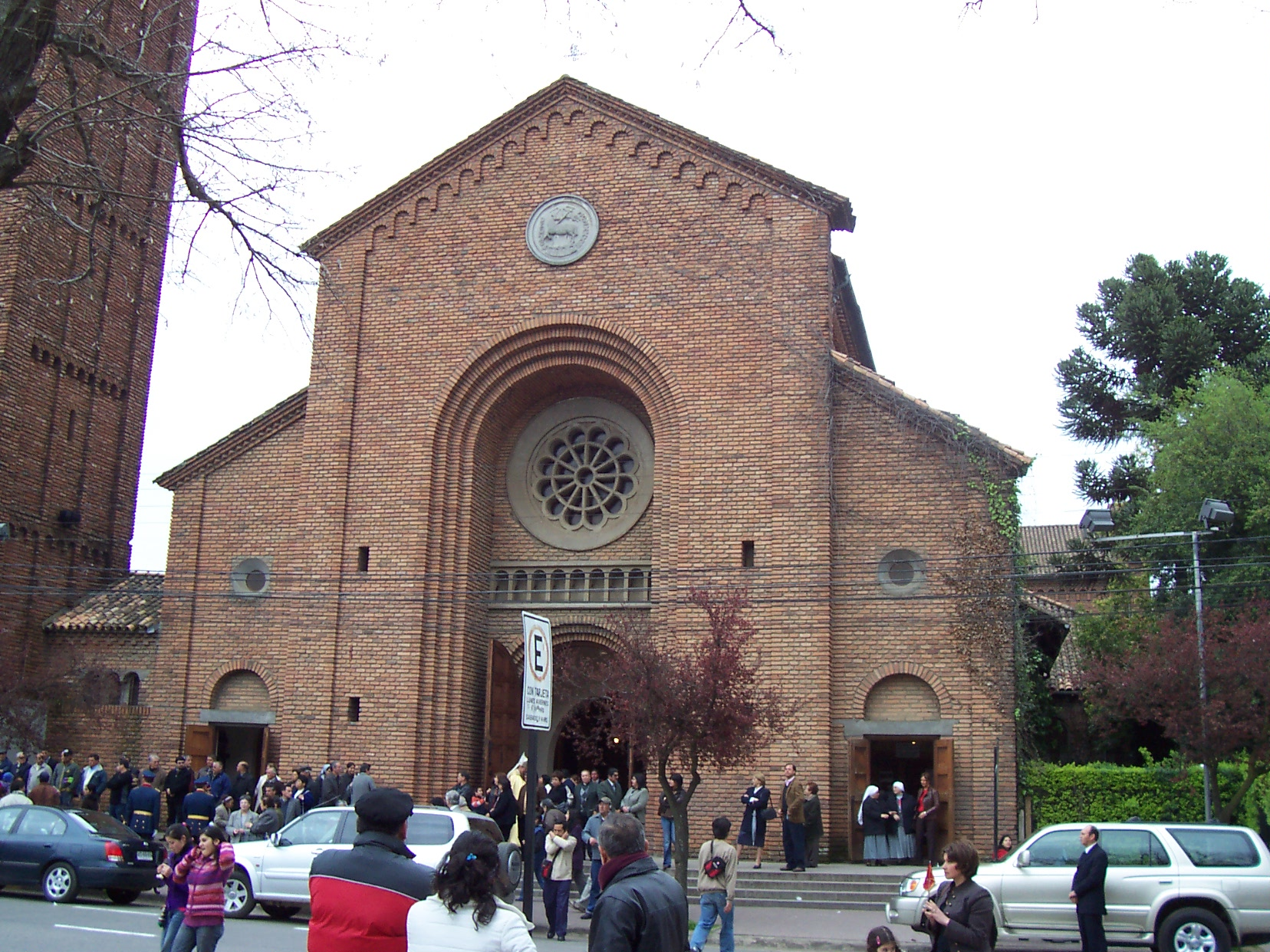
Cathédrale San Ambrosio de Linares, Chili

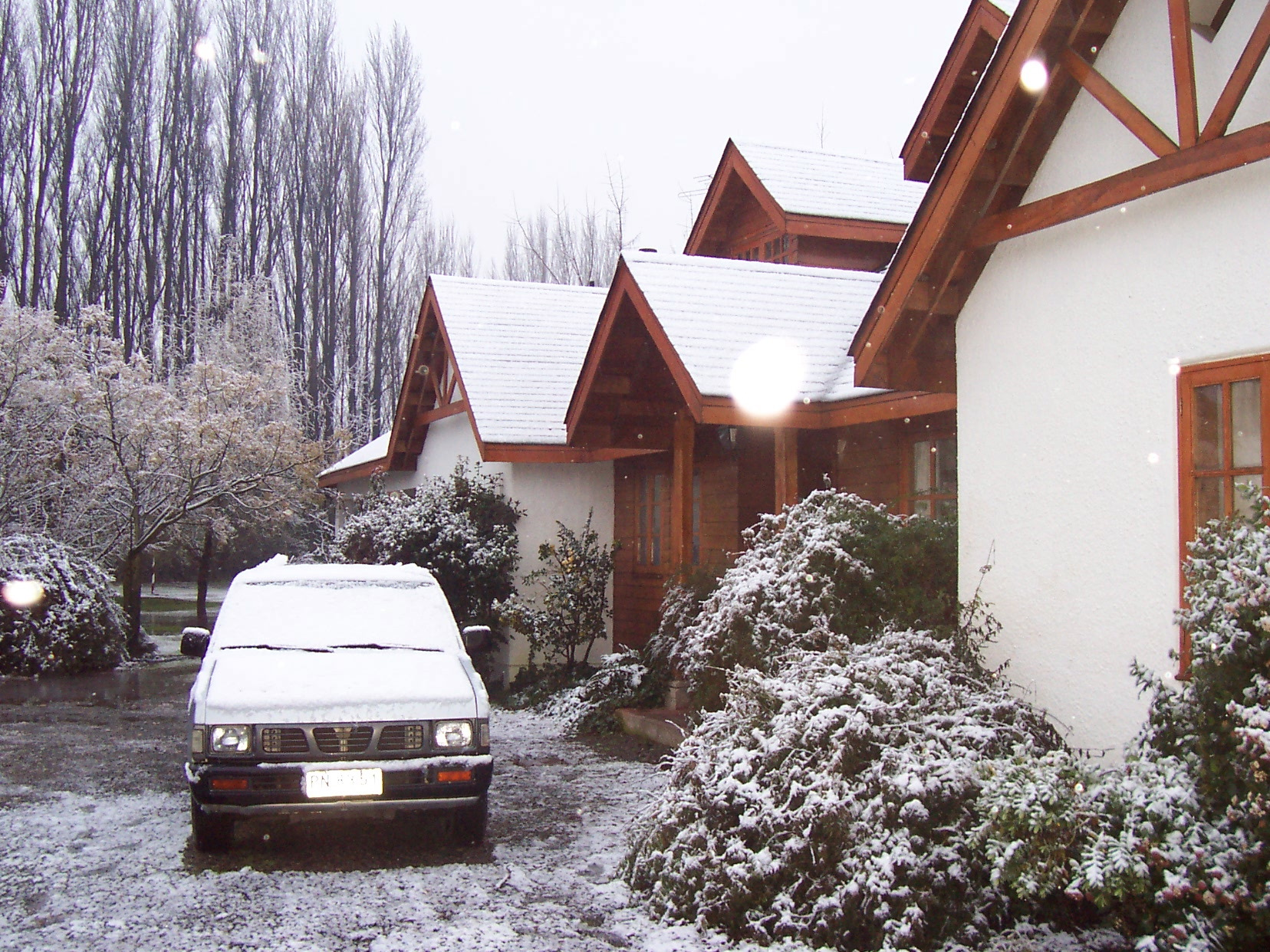
La zone rurale de Linares sous la neige : un événement assez rare pour la région

## Communes de la province
La province de Linares est divisée en 8 communes :
| Commune                  | Habitants (2002) |
| Linares                  | 83 249           |
| San Javier de Loncomilla | 37 793           |
| Villa Alegre             | 14 725           |
| Colbún                   | 17 619           |
| Yerbas Buenas            | 16 134           |
| Longaví                  | 28 161           |
| Retiro                   | 18 235           |
| Parral                   | 37 822           |

## Personnages illustres
Quelques personnages illustres ont leur nom associé à cette province ou y sont nés :
- Juan Ignacio Molina (Abate Molina), prêtre jésuite et naturaliste chilien
- Carlos Ibáñez del Campo, militaire, homme politique et deux fois président du Chili
- Arturo Alessandri Palma, homme politique, homme d'État et deux fois président du Chili
- Valentin Letelier, enseignant, auteur et homme politique

### Artistes
- Pablo Neruda, célèbre poète, lauréat du Prix Nobel de littérature en 1971. Né à Parral, province de Linares, le 12 juillet 1904
- Margot Loyola, musicienne, chanteuse et figure du folklore et de la musique populaire chilienne
- Manuel Francisco Mesa Seco, écrivain et poète
- Eduardo Anguita, écrivain
- Rubén Campos Aragón, poète
- Max Jara, écrivain
- Jerónimo Lagos Lisboa, écrivain et poète